# Bernhard Lamp
Bernhard Lamp (* 12. April 1881 in Kiel; † 26. Dezember 1920 in Eickelborn) war ein deutscher Rechtsanwalt und Anarchist. Als infolge des Kapp-Putsches am 13. März 1920 der Generalstreik ausgerufen wurde, besetzte er mit seinen Anhängern in Elberfeld die Gerichtsgebäude und die Bergisch-Märkische Zeitung. Er brachte zwei Zeitungen heraus, wurde aber vom Elberfelder Aktionsausschuss nicht anerkannt. Im August 1920 wurde er eines Sprengstoffattentats auf den Briefkasten des Gefängnisses Bendahl beschuldigt und inhaftiert. Lamp starb im Hungerstreik.

## Leben
Bernhard Lamp war ein Sohn des Kieler Astronomen Ernst August Lamp (1850–1901). Nach dem Schulbesuch in Potsdam studierte Lamp Rechtswissenschaft in Lausanne und Berlin.  Er wurde Rechtsanwalt, ließ sich in Elberfeld nieder und schloss sich nach der Novemberrevolution von 1918 zunächst den Kommunisten an. Der Historiker Erhard Lucas charakterisiert Lamp „als ausgeprägten Einzelgänger mit hochfliegenden Zielen, dabei ziemlich exaltiert und gefühlsbetont“, den es dort nicht lange gehalten habe.
Lamp wurde Mitglied der Freien Arbeiter-Union Deutschlands (FAUD) und beteiligte sich nach dem Kapp-Putsch vom 13. März 1920 am Generalstreik im rheinischen Industriegebiet. Der Elberfelder Aktionsausschuss, dem paritätisch Mitglieder von SPD, KPD und USPD angehörten, hatte in seinem Aufruf zum Generalstreik radikale Forderungen nach der Diktatur des Proletariats und der Sozialisierung der Industrie unterstützt. Nachdem es bewaffneten Arbeitern am 17. März gelungen war, die Truppen des Kommandanten des Abschnitts II der neutralen Zone, des Generals Bruno von Gillhaussen (1862–1928), darunter Angehörige des Freikorps Lützow und Hacketau sowie zwei Hundertschaften der Sicherheitspolizei, zum Rückzug aus der Stadt zu zwingen, rief der Aktionsausschuss am darauf folgenden Tag dazu auf, die Arbeit wieder aufzunehmen. Während die Elberfelder Arbeiter diesen Aufruf nicht befolgten und bis zum 22. März der Arbeit fernblieben, unternahm Lamp zwei Aufsehen erregende Aktionen: Aus Empörung, dass sich die Gerichtsbeamten nicht am Generalstreik beteiligten, besetzte er am 18. März mit seinen Anhängern das Amts- und Landgericht. Die Beamten erklärte er für beurlaubt und schickte sie nach Hause. Am 19. März ließ Lamp am Gerichtsgebäude ein Manifest zur neuen Rechtspflege anschlagen. Er nahm außerdem an einer Versammlung der Buchdrucker der Bergisch-Märkischen Zeitung teil. Lamp schlug die Herausgabe einer Parteizeitung vor und besetzte mit den Arbeitern die Zeitung, deren Herausgeber Kapp unterstützt hatten. Am selben Tag ließ er sich auf einer Massenversammlung auf dem Exerzierplatz zum Volksbeauftragten für die Sozialisierung der Rechtspflege und der Presse ernennen.
Das Erscheinen der ersten Nummer der neuen Zeitung, die Lamp Die direkte Aktion im Westen nannte, wurde vom Aktionsausschuss Elberfeld zunächst unterbunden. Lamp gelang es aber, diese Ausgabe zusammen mit einer weiteren von ihm verfassten Zeitung mit dem Titel Die Brandung am 23. März erscheinen zu lassen. Wie auch der Elberfelder Aktionsausschuss forderte Lamp darin die Diktatur des Proletariats auf der Grundlage des Rätesystems und sofortige Sozialisierung. Zugleich kritisierte er den Beschluss des Aktionsausschusses, den Generalstreik abzubrechen. Im Pressewesen wolle er eine Tageszeitung herausgeben, die von den Druckereiarbeitern inhaltlich mitbestimmt würde, und an der jedermann kostenlos mitarbeiten könnte. Der Aktionsausschuss distanzierte sich von Lamp.
Lamp arbeitete, allerdings nicht federführend, auch an der am 28. März erscheinenden „kulturpolitischen Tageszeitung für das sozialistische Neuland“ Die Schöpfung mit, von der sich auch die FAUD distanzierte.
Wegen seiner Aktionen während des Ruhraufstandes wurde Lamp aus dem Elberfelder Anwaltverein ausgeschlossen. Öffentliche Aufmerksamkeit erlangte er noch als Verteidiger im sogenannten Weißenseer Kommunistenprozess. Im August 1920 wurde er verhaftet, nachdem Unbekannte den Briefkasten am Landgerichtsgefängnis von Elberfeld gesprengt hatten, und im Gefängnis Werl inhaftiert.
Lamp wurde wegen Vergehen gegen das Sprengstoffgesetz und wegen Hochverrat angeklagt. In seinem Prozess traten fünf Belastungszeugen auf, deren Aussagen sich jedoch als widersprüchlich herausstellten. Die Staatsanwaltschaft berief eine Prostituierte als weitere Zeugin, die aussagte, Lamp habe ihr gegenüber gesagt, dass er den Briefkasten gesprengt habe. Als jeglicher Kontakt Lamps mit seinem Anwalt unterbunden und in seiner Abwesenheit seine Zelle durchsucht und Bücher und Briefe beschlagnahmt wurden, trat er in Hungerstreik. Ungeachtet einer Solidaritätskampagne blieb er inhaftiert und wurde schließlich in die Psychiatrische Anstalt Eickelborn überführt. Hier starb er am 26. Dezember 1920 an einer doppelseitigen Lungenentzündung.
Lamps Fall erregte im Rheinland und Westfalen großes Aufsehen und wurde von dem USPD-Abgeordneten Paul Sauerbrey am 26. Januar 1921 im Reichstag zur Sprache gebracht.